# Andraž nad Polzelo
Andraž nad Polzelo je naselje u slovenskoj Općini Polzela. Andraž nad Polzelo se nalazi u pokrajini Štajerskoj i statističkoj regiji Savinjskoj.

## Stanovništvo
Prema popisu stanovništva iz 2002. godine naselje je imalo 824 stanovnika.

## Galerija
- Gora Oljka
- Razglednica mjesta iz 1907.